# Отмухувский замок
Отмухувский замок (пол. Zamek w Otmuchowie, нем. Burg Ottmachau) — замок в городе Отмухуве Нысского повята Опольского воеводства в Польше, который до 1810 года был резиденцией вроцлавских епископов.

## История

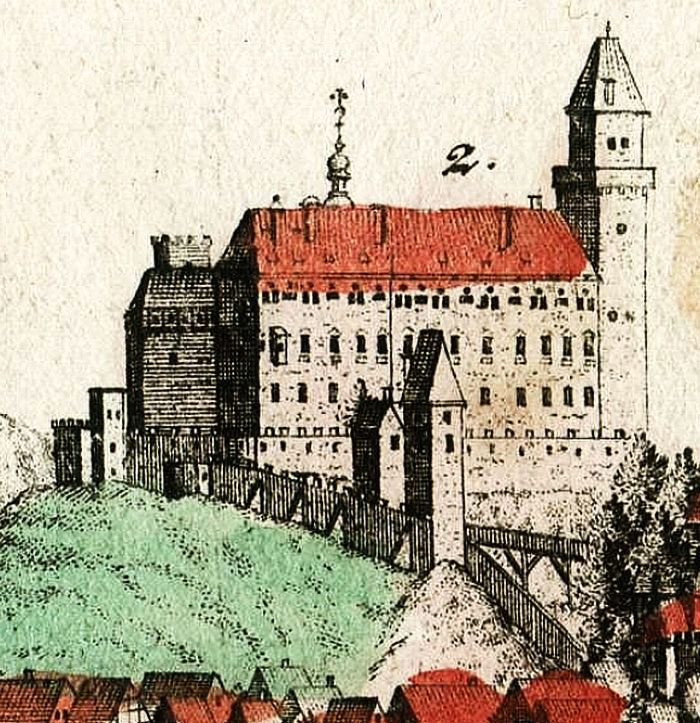
Замок в 1738 году

Точная дата возникновения средневековых укреплений в Отмухуве доподлинно неизвестна. Каштелянский город был упомянут уже в 1155 году в папской булле Адриана IV. Наконец, в 1290 году, согласно завещанию Генриха IV Праведного, здешния укрепления были переданы вроцлавским епископам. Таким образом завершилась многолетняя тяжба за замок между Генрихом IV Праведным и епископом Томашем II. В 1810 году в результате секуляризации город и замок оказались в собственности государства.
После завершения конфликта замок был отстроен на плане предшественника, основные строительные работы были осуществлены в 1341—1376 гг., во времена епископа Пшецлава из Погожеля. Из-за того, что именно здесь располагалась сокровищница епископов, здание неоднократно подвергалась атакам, главным образом, со стороны гуситов, и хорошо зарекомендовала себя в боях. В 1484—1485 годах Ян IV Рот перестроил замок в стиле поздней готики, особое внимание уделив модернизации его оборонной системы.
В 1585—1596 годах епископ Андреас Ерин преобразовал средневековый замок в ренессансную резиденцию. Во время Тридцатилетней войны замок был уничтожен, восстановил его Кароль Фердинанд Ваза в 1625—1665 годах. Очередную перестройку замка осуществил Франц Людвиг Нойбургский. В его времена было сооружено жилое крыло в западной части, а также нижний замок (1706—1707). В начале Силезских войн, в 1741 году, замок был разрушен с северной и западной стороны; впоследствии здание было частично восстановлено, и с того времени выполняло лишь административные функции. Епископ выехал из города, который захватила Пруссия.
После секуляризации замок перешел в собственность Гогенцоллернов, которые подарили его за заслуги перед прусским государством Вильгельму фон Гумбольдту. Новый хозяин поселился в нижнем замке и приказал разобрать южную и западную часть замка, для того чтобы использовать строительный материал для обновления лучше всего сохранившегося северного крыла. На месте образовавшегося свободного пространства был заложен сад. В 1929 году внук Вильгельма — Бернард фон Гумбольдт-Дахреден (нем. Humboldt-Dachroeden) продал замок гмине Отмухув.

## Архитектура
Замок, построенный на гранитном холме (225 м н.у.м.), возвышается над окрестностью. Первоначальный средневековый замок располагался там, где сейчас находится восточная часть северного крыла здания. Это было трехэтажное здание на прямоугольном плане размерами 11,5 × 22 м. Из того периода сохранилась высокая четырехгранная башня, увенчанная машикулями. Замок был соединен оборонительными стенами и окружен рвом. Северная стена башни была украшена гербом епископа Ерина в окружении Иоанна Крестителя и Иоанна Евангелиста. Внутри сохранились комнаты для заключенных.
Во время перестройки замок получил бойницы для артиллерийской обороны, бастеи и новую брамную шею. В XVI веке были достроены западные и южные крылья с аркадными клуатрами, и таким образом был замкнут внутренний замковый двор. Комнаты в замке были оформлены в ренессансном стиле, порталы украшены растительными и животными мотивами, выполненными в техники сграффито. Сохранились фрагменты ренессансных потолков, выполненные на рубеже XVI—XVII веков с профилированными балками, покрытыми цветочными росписями.
Дальнейшие перестройки в эпоху барокко изменили облик замка. Прежде всего, был изменен интерьер комнат, увеличены окна, достроены внутренние лестницы, а снаружи, со стороны двора — круговой входной павильон с широкими, пологими ступенями, которые позволяли епископу передвигаться в паланкине (так называемые конные лестницы). К старому, глубокому колодцу в XIX веке пристроили постройку, которая внешне напоминает беседку. Сохранившиеся в наше время здания является небольшой частью оригинального замка.

## Галерея

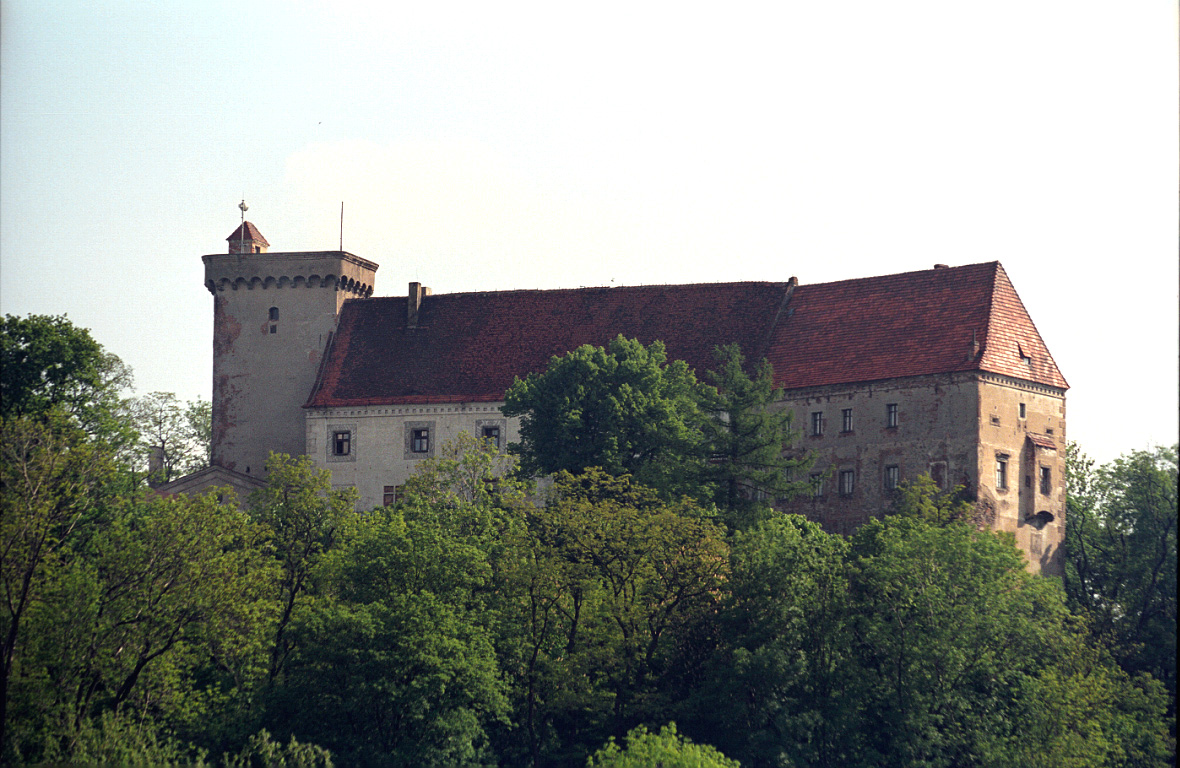
Вид замка
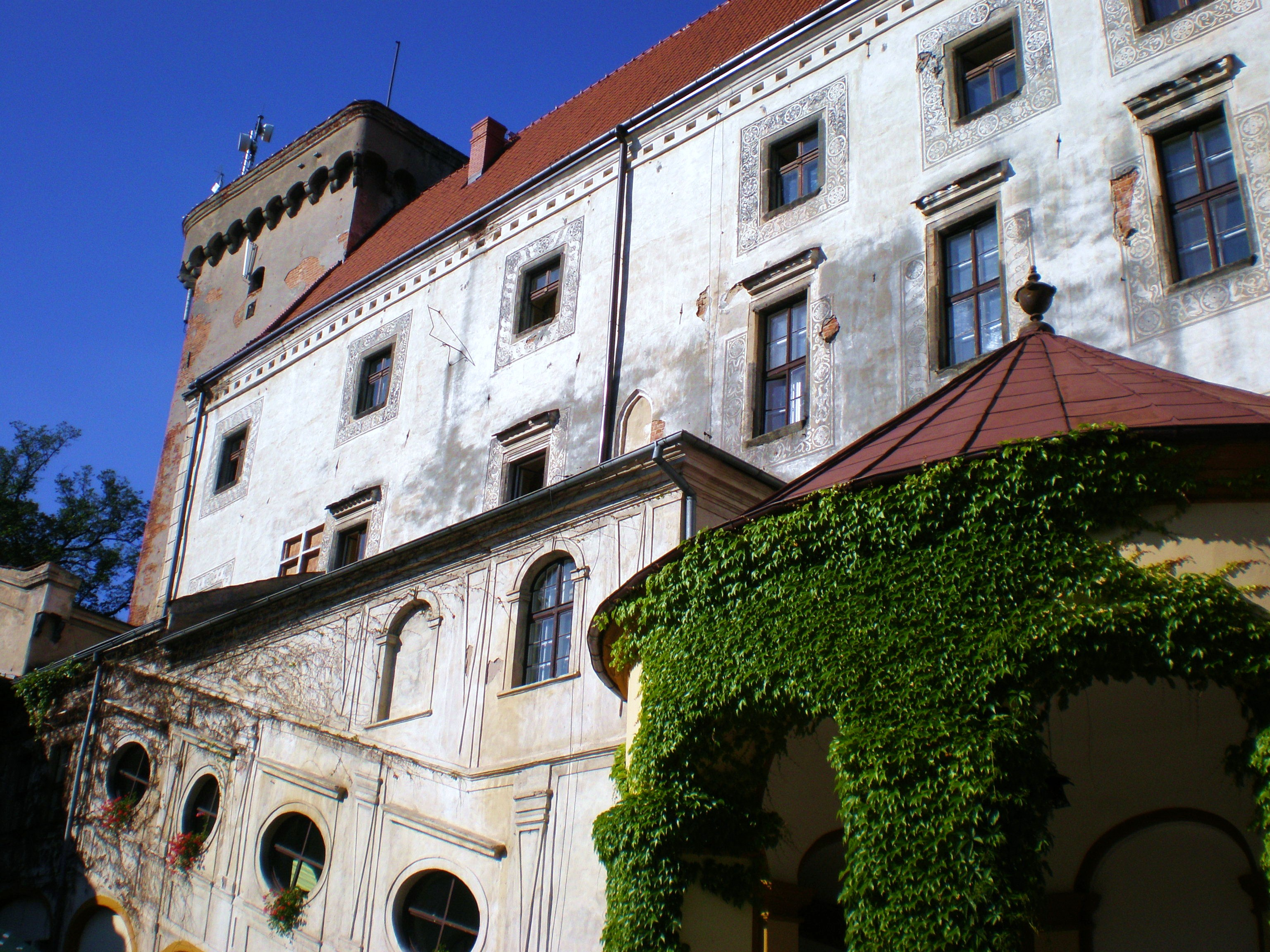
Вид замка
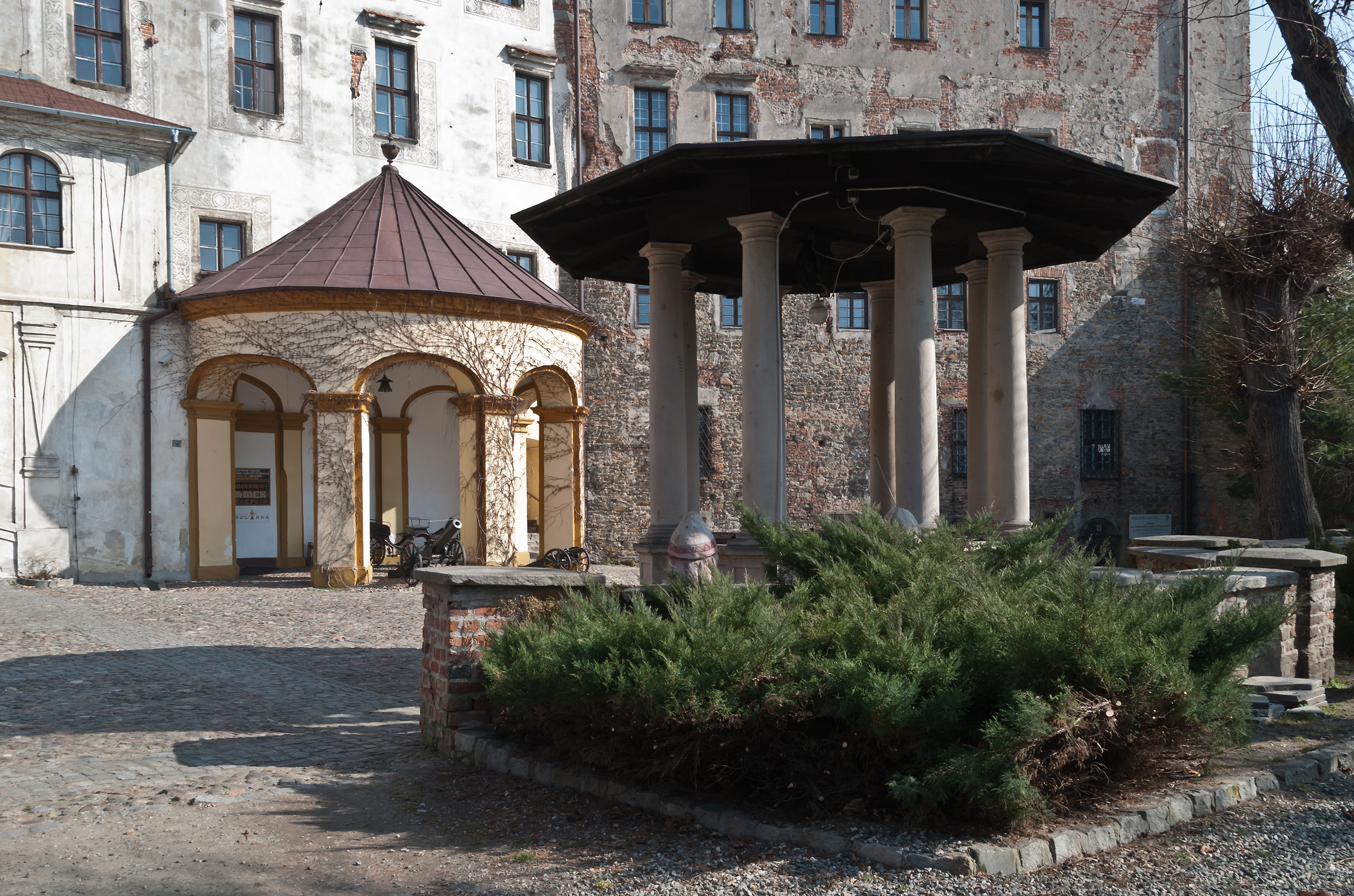
Колодец в замковом дворе
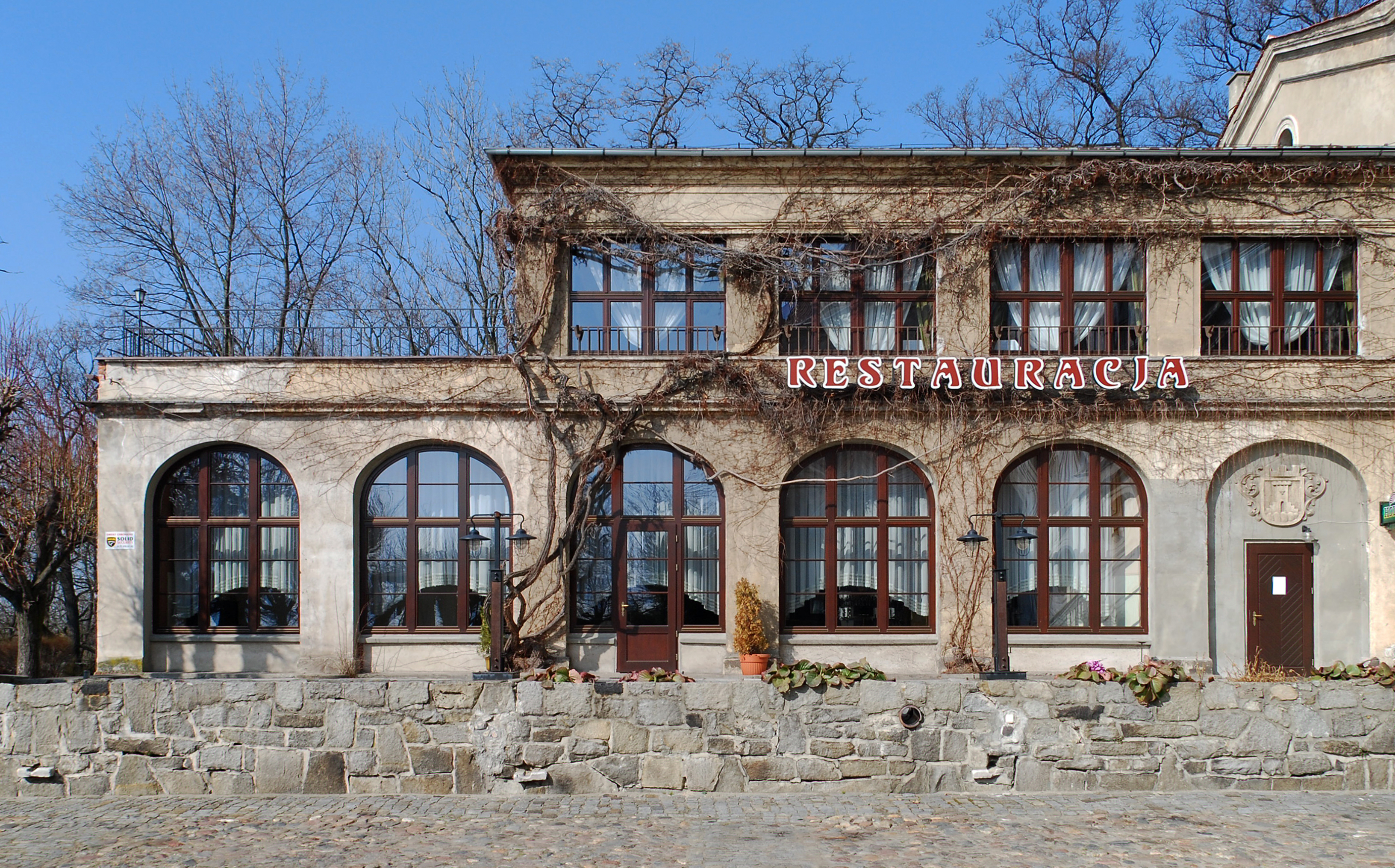
Аркады
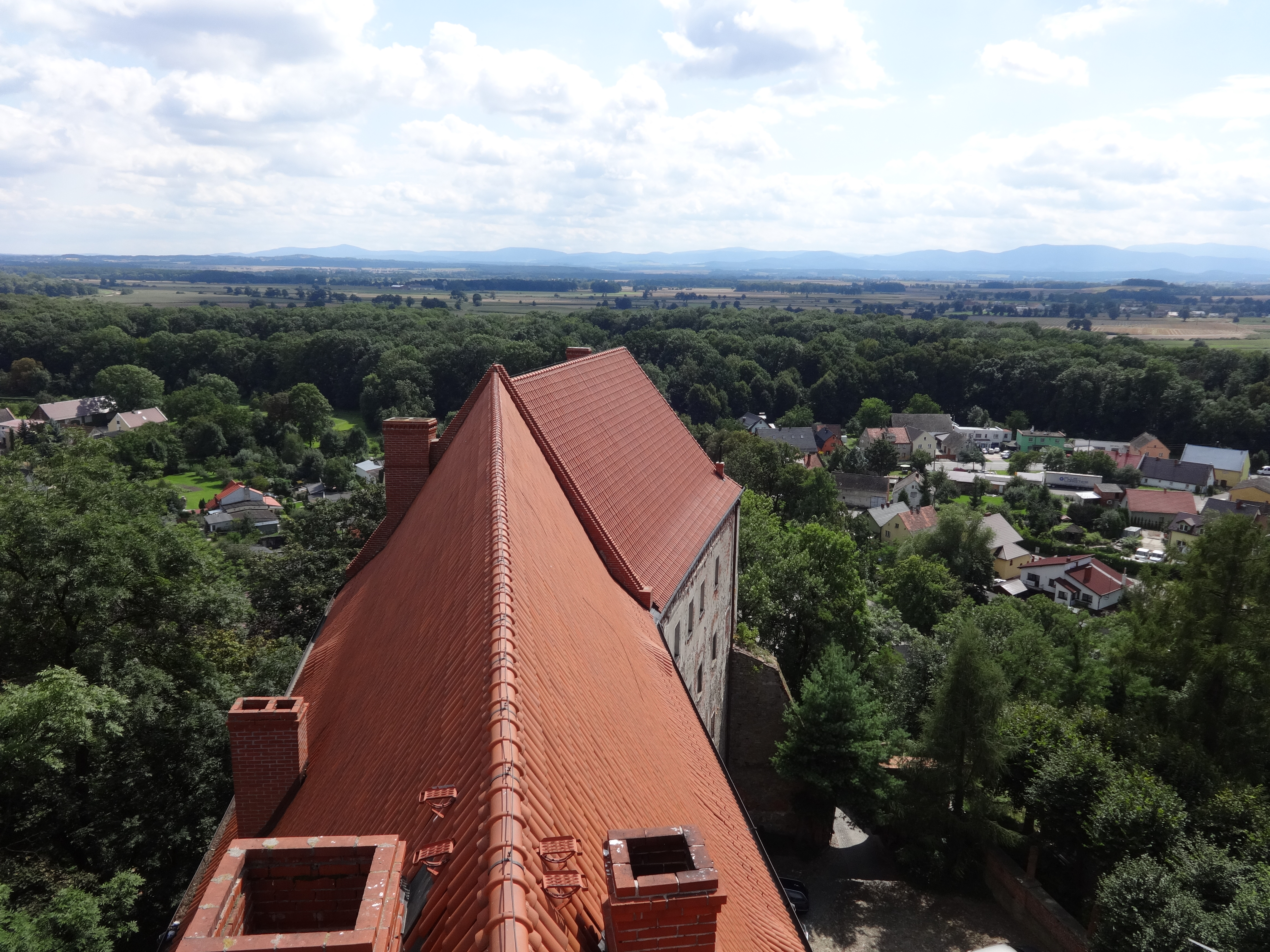
Крыши замка